# Procesul intrajugular al osului temporal
Procesul intrajugular al osului temporal (Processus intrajugularis ossis temporalis) este o spină osoasă pe marginea posterioară a stâncii osului temporal, care se desprinde de pe marginea incizurii jugulare a osului temporal (Incisura jugularis ossis temporalis) și care împreună cu o spină omoloagă de pe porțiunea laterală a osului occipital - procesul intrajugular al osului occipital (Processus intrajugularis ossis occipitalis) - împarte gaura jugulară în două porțiuni: anterioară și posterioară.